# 1971年尖閣諸島反日デモ
1971年尖閣諸島反日デモ（1971ねんせんかくしょとうはんにちデモ）とは、日本（当時はアメリカ合衆国占領下の琉球政府）が実効支配している尖閣諸島は中国固有の領土であると、中国人留学生らが主張した反日デモである。

## 背景
尖閣諸島は南シナ海にある無人島であるが、1960年代当時近隣の台湾漁民らによる不法入域が頻発していたものの、台湾を支配している中華民国政府（以下「国府政府」）と中国大陸を支配する中華人民共和国政府が領有権を主張することはなかった。
しかし1968年に付近海域で海底油田が存在する可能性が指摘された。当時は排他的経済水域は設定されていなかったが、尖閣諸島近海は台湾と目と鼻の先であった。そのため国府政府は、資源開発を狙い尖閣諸島に対する実効支配をアピールする為、自国旗である青天白日旗を尖閣諸島に掲揚したり、アメリカ合衆国の石油企業に採掘権を認可するなどの行動をした。
それに対し、日本政府及び琉球政府は抗議するとともに、尖閣諸島が石垣市に属しているとして警察本部の救難艇による警備を実施し、接近した台湾漁船に退去を命令する等の活動を実施し、1970年7月に領域表示板を建立した。その一方で付近海域を日本と国府政府と大韓民国の3ヶ国で共同開発する妥協案が提案されていた。

## 反日デモ勃発
1971年1月29日の旧正月、アメリカのサンフランシスコにあるカリフォルニア大学バークレー校の中国系学生が「尖閣諸島は国府領土とすべき」と主張する「主権擁護同盟」を設立した。この学生の多くは国府政府を支持する台湾からの留学生であったが、中には共産主義化した中国大陸から逃れ国府政府を支持しない中国人も含まれていたという。この「主権擁護同盟」は中国人街にあるセントメリー公園で抗議集会を開き、その足で在サンフランシスコ中華民国領事館に向い「共同開発案は主権放棄に等しい」として「弱腰外交」と非難し、日本人街にある在サンフランシスコ日本領事館に対し40分間抗議デモをした。
この反日デモは全米各地の中国人社会にも飛び火し、ロサンジェルス、ニューヨーク、ワシントンDCでも数千人規模で行われ、日本による尖閣諸島領有を批判するものであった。デモは比較的平和的であったが、ロサンジェルスの日本領事館には中国人学生代表と領事館長が会見し互いの主張を述べ合った。

## デモの影響
このデモを境に共同開発案は消滅し、国府政府は1971年6月に尖閣諸島の領有権を正式に主張した。また、この学生運動は2011年現在も保釣運動として世界各国の中国人社会で盛んである。
なお、この反日デモは香港にも飛び火し、1971年8月13日にはビクトリア公園でデモ隊がにわかつくりの日本国旗を燃やして気勢を上げたり、香港大学でも8月22日に日本の旧軍艦旗を焼き捨てる集会が開かれたが、いずれも1000人以上参加していたという。
1971年10月25日、国際連合において国府政府に代わりアルバニア決議によって国連常任理事国の座についた中華人民共和国は、中国人社会の盟主かのように、国府政府の尖閣諸島領有権主張をも取り入れ、北京放送は1971年12月30日に「日本は（尖閣諸島を）台湾と一緒に中国へ返還せずにアメリカの占領に委ねた」という趣旨を放送し、日本に対し領有権主張をした。